# Ferdinand Chalandon
Ferdinand Chalandon (n. 10 februarie 1875, Lyon, Rhône⁠(d), Franța – d. 31 octombrie 1921, Lausanne, cantonul Vaud, Elveția) a fost un medievist (bizantinist) francez.
Studiile sale constituie cele mai substanțiale abordări asupra istoriei normanzilor din sudul Italiei, cu toate că unele detalii din ceea ce F. Chalandon a studiat în urmă cu 100 de ani au fost pe alocuri modificate.
Fost membru al École française de Rome, Ferdinand Chalandon a fost câștigătorul Marelui Premiu Gobert în 1909.

## Opere
- Essai sur le règne d'Alexis Ier Comnène (1081-1118), Paris, A. Picard, 1900.
- "La diplomatique des Normands de Sicile et de l'Italie méridionale", Mélanges d'archéologie et d'histoire de l'École française de Rome, 1900.
- Numismatique des Normands en Sicile, 1903.
- Histoire de la domination normande en Italie et en Sicile, Paris, A. Picard, 1907. Tome I & Tome II
- Jean II Comnène, 1118-1143, et Manuel I Comnène, 1143-1180, Paris, 1912.
- Histoire de la Première Croisade jusqu'à l'élection de Godefroi de Bouillon.